# Магон (агроном)
Магон (фінік. 𐤌𐤂‬𐤍‬ досл. «Бог послав», кін. III ст. до н. е.  — поч. II ст. до н. е.) — карфагенський агроном-науковець, автор дуже відомого в античні часи трактату з 28 книг про сільське господарство. Давньоримський вчений Колумелла називав його «батьком аграрної науки».

## Життя та творчість
Походив з аристократичної заможної родини. Роки його життя невідомі, також немає відомостей про особисте життя Магона.
Відомий завдяки своєму трактату з сільського господарства, який зберігся дотепер у вигляді перекладів на латину Децима Юнія Сілана та грецькою Кассій Діонісій. Праця потрапила до Риму вже після падіння Карфагену у 146 році до н. е., напевно, на той час автор вже помер.
Праця Магона складається з 28 книг, де подається опис вирощування винограду та вироблення вина, піклування за оливами, фруктовими деревами, зерновими й бобовими культурами, розведення худоби, надаються поради з птахівництва, бджолярства. Головна ідея праці — вимога до землевласника відмовитися від будинку у місті й цілком зосередитися на веденні власного господарства.
Надалі працю Магона використовували Марк Теренцій Варрон, Пліній Старший, Колумелла та інші давньоримські вчені.